# Iglesia de San Francisco de Paula (Bolbaite)
La iglesia parroquial de San Francisco de Paula es un templo católico situado en la plaza de la Iglesia, 2, en el municipio de Bolbaite. Es Bien de Relevancia Local con identificador número 46.22.073-001.

## Historia
La iglesia de San Francisco de Paula fue construida a principios del siglo XVI, hacia 1521 en estilo renacentista pero en el siglo XVIII, más concretamente en 1780, se reconstruyó siguiendo el estilo de la época, neoclásico.

## Descripción
Carece de cúpula y por lo tanto de crucero. Consta de una nave con capillas entre los contrafuertes, cubierta con bóveda de medio cañón de cinco tramos y testero en forma de nicho. A ambos lados se sitúan la sacristía y la Capilla de la Comunión.
El aparejo de la iglesia es mampostería y esquinazos de sillar, con revoque de estuco en el lienzo de la fachada. En ésta se abre la única portada, adintelada y con decoración barroca en la cornisa, que termina en una hornacina con la imagen del Santo titular y patrón del pueblo, San Francisco de Paula. La fachada del edificio presenta un notable desnivel con el suelo de la plaza, haciendo ángulo con la del ayuntamiento, a la que está unida por medio de la casa abadía. 
En su interior, las siete cúpulas laterales se cubren con bóvedas vaídas, y acogen en cada una de ellas imágenes religiosas como la del Santísimo Cristo del Amparo. El nicho del presbiterio está decorado con frescos de Salvador Pallás, natural del vecino pueblo de Chella, que representan escenas de la vida de San Francisco de Paula. Estas pinturas fueron restauradas en 1976 por Enrique y Bartolomé Casoval.